# 马克思主义趋势
马克思主义趋势（俄语：Марксистская тенденция，羅馬化：Marksistskaya tendentsiya，缩写为MT) 是俄罗斯的一个已不存在的托洛茨基主义组织，成立于2019年5月，由国际马克思主义趋势俄罗斯支部和革命工人党的一个派系合并而成 。根据其声明，马克思主义趋势是一个以共产主义原则为基础的雇佣工人阶级组织，“致力于在前苏联境内创建全国性的国马趋支部。”

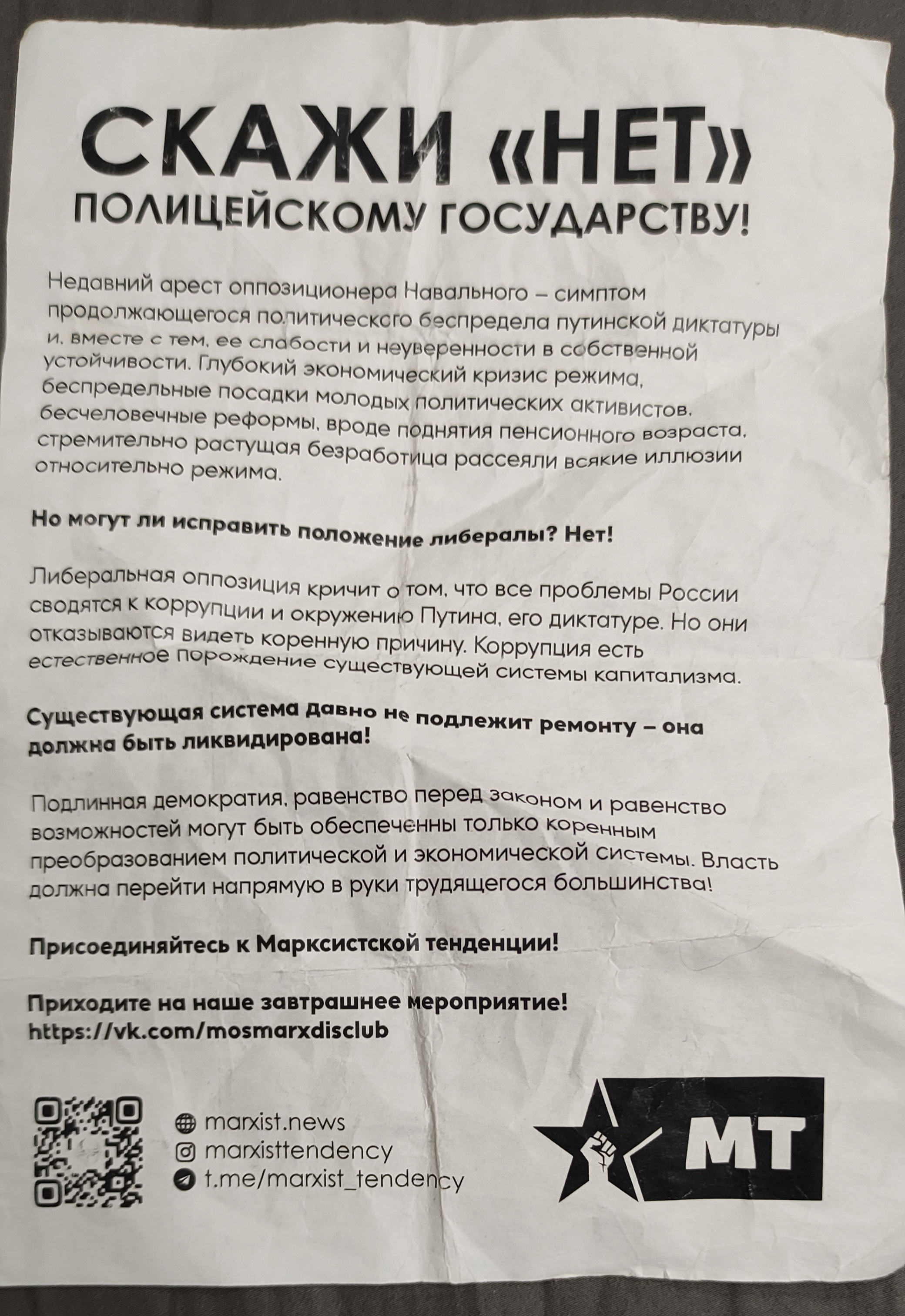
为2021年抗议活动发布的组织传单：对警察国家说“不”！

马克思主义趋势参加了2021年的抗议活动  和2022年的反战抗议活动，  还谴责了集体安全条约组织的部队对抗议活动频繁的哈萨克斯坦进行干预。 
马克思主义趋势对于俄乌战争的态度是以「工人阶级的主要敌人在国内」为原则的阶级立场。同时反对双方的资产阶级政府，并声援双方无产阶级的革命斗争。
2023年5月8日，该组织与另一个共产主义组织“新赤色分子”合并为共产主义国际主义者组织，作为新的国际马克思主义趋势俄罗斯支部。